# اسپند (آمل)
اسپند ، روستایی از توابع بخش مرکزی شهرستان آمل در استان مازندران در ایران است.

## جمعیت
این روستا در دهستان بالاخیابان لیتکوه قرار داشته و براساس آخرین سرشماری مرکز آمار ایران که در سال ۱۳۸۵ صورت گرفته، جمعیت آن ۲۷۶ نفر (۶۹ خانوار) بوده‌است.